# Río Ferreira (vattendrag i Spanien, lat 42,83, long -7,60)
Río Ferreira är ett vattendrag i Spanien.   Det ligger i provinsen Provincia de Lugo och regionen Galicien, i den nordvästra delen av landet, 400 km nordväst om huvudstaden Madrid.